# 11140 Yakedake
11140 Yakedake (1997 AP1) là một tiểu hành tinh vành đai chính được phát hiện ngày 2 tháng 1 năm 1997 bởi T. Kobayashi ở Oizumi.